# Concili di Cartagine del 256
I concili di Cartagine del 256 sono due assemblee episcopali, riunite dal vescovo Cipriano di Cartagine nella primavera e il 1º settembre del 256, per discutere la questione relativa alla validità del battesimo conferito dagli eretici.

## Contesto storico
Nel 255 le Chiese cristiane furono coinvolte in un dibattito attorno alla questione nota come «battesimo degli eretici». Se un fedele, che non aveva conosciuto altra forma di cristianesimo se non quella ritenuta eretica (per esempio il novazianismo o il marcionismo), e in questa fede era stato battezzato, doveva ricevere un nuovo battesimo qualora avesse deciso di entrare nella Chiesa cattolica? Doveva cioè essere ribattezzato per entrare nella comunione cattolica, oppure il battesimo dato da una Chiesa non in comunione con il cattolicesimo era in sé valido?
La questione era già stata affrontata da Tertulliano e da un concilio celebrato all'epoca del vescovo Agrippino di Cartagine, che imponevano la necessità di ribattezzare coloro che volevano aderire alla fede cattolica dopo essere stati battezzati al di fuori della Chiesa cattolica.
Tuttavia nella cristianità del tempo le posizioni non erano univoche. In Oriente, le Chiese della Cilicia, della Cappadocia e della Galazia ribattezzavano i fedeli provenienti dal montanismo, seguendo una procedura simile a quella africana.  Invece a Roma e ad Alessandria d'Egitto ci si limitava ad imporre le mani sugli eretici convertiti in segno di assoluzione, ritenendo implicitamente valido il battesimo dato dagli eretici.
Nella prima metà del 255, Cipriano di Cartagine ricevette tre richieste di chiarimenti su questo problema, da un laico di nome Magno, da un vescovo della Mauretania di nome Quinto, e da una lettera collettiva di 18 vescovi della Numidia. Nell'autunno di quell'anno convocò un concilio a Cartagine, dove, alla presenza di una trentina di vescovi, fu ribadita la posizione africana su questa questione: tutti gli eretici sono fuori dalla Chiesa, il loro battesimo non è valido, e tutti coloro che vogliono aderire alla vera Chiesa devono essere ribattezzati. Di questo concilio è rimasta la lettera sinodale scritta ai vescovi della Numidia, oltre che le lettere personali con cui Cipriano rispose a Magno e a Quinto. La missiva a Quinto fu accompagnata dalla lettera sinodale, con il dovere di diffonderla tra l'episcopato locale.

## I concili del 256
Le fonti documentarie, e soprattutto le lettere di Cipriano, indicano, senza ombra di dubbio, la convocazione di due concili a Cartagine nel 256: il primo, a una data non meglio precisata, ma nella primavera di quell'anno, e il secondo il 1º settembre.

### Primo concilio: primavera del 256
Del primo concilio, si hanno notizie grazie alla lettera sinodale, che Cipriano inviò a papa Stefano I, e alla lettera che il primate d'Africa indirizzò a Giubaiano, vescovo della Mauretania; questa seconda lettera riferisce che furono 71 i vescovi che parteciparono a questo primo concilio. L'assise episcopale ribadì le conclusioni della riunione dell'anno precedente: «Sententia nostra firmavimus, statuentes unum baptisma esse quod sit in ecclesia catholica constitutum ac per hoc non rebaptizari sed baptizari a nobis quicumque ab adultera et profana aqua venientes abluendi sint et sanctificandi salutaris aquae veritate». Esiste cioè un solo battesimo, quello conferito dalla Chiesa cattolica. Coloro che sono stati battezzati nell'eresia («in un'acqua adultera e profana»), e che vogliono entrate nella vera Chiesa, non ricevono un secondo battesimo, ma vengono battezzati per la prima volta nella vera fede.
La lettera sinodale a papa Stefano fu accompagnata da due documenti, la sinodale dell'anno precedente e la lettera di Cipriano al vescovo Quinto, con lo scopo di motivare la decisione presa dal concilio africano, che adottava una linea di condotta diversa da quella in uso a Roma. Inoltre, la lettera al papa pone in evidenza un'altra questione affrontata e decisa dal concilio: tutti i chierici e i preti che sono usciti dalla vera Chiesa o che sono stati ordinati dagli eretici, possono essere perdonati solo se ridotti allo stato laicale.
La lettera di risposta di papa Stefano, probabilmente dell'estate del 256, non è stata conservata, ma il suo contenuto è in parte conosciuto grazie alle lettere che Cipriano scrisse a Pompeo di Sabrata, e che ricevette da Firmiliano di Cesarea. Il pontefice si oppose alle decisioni del concilio africano, con una lettera piena di offese nei confronti di Cipriano, «pseudo Christum et pseudo apostolum et dolosum operarium», e imponendo alla Chiesa africana di adeguarsi alle consuetudini romane, pena la scomunica.
Il primate d'Africa, per mantenere l'unione delle Chiese, inviò una delegazione in Asia minore, guidata dal diacono Rogaziano, per esporre ai vescovi di quella regione le decisioni riguardanti il battesimo degli eretici. E decise di convocare un nuovo concilio.

### Secondo concilio: 1º settembre 256
Il secondo concilio del 256 si celebrò il 1º settembre, come chiaramente espresso nella lettera sinodale. L'anno non è indicato, ma non può essere che il 256.
Di quest'assemblea resta la lettera sinodale, che, nel Corpus delle opere di san Cipriano, è denominata con il titolo di Sententiae episcoporum numero LXXXVII de haereticis baptizandis. Questo documento è il primo e il più antico del suo genere giunto fino ai nostri tempi, che ebbe all'epoca una tale risonanza da essere tradotto anche in greco e in siriaco, e che meritò da parte di sant'Agostino un commento in due capitoli del suo De baptismo contra donatistas.
La sessione iniziò con la lettura delle lettere scambiate tra Cipriano e Giubaiano, e della lettera di risposta di papa Stefano al concilio di primavera. In seguito intervenne Cipriano, presidente dell'assemblea, che chiese a ciascuno dei presenti di esprimere il proprio parere sul battesimo degli eretici.
Dopo il preambolo iniziale, il resto delle Sententiae episcoporum riporta il parere degli 85 vescovi presenti sulla questione in discussione. Tutti aderirono alla linea di condotta della Chiesa africana sulla necessità di ribattezzare i fedeli che chiedevano di entrare nella Chiesa cattolica dopo aver aderito a chiese scismatiche o eretiche.
Contestualmente a questo secondo concilio, o poco dopo, arrivò la lettera di Firmiliano di Cesarea in risposta alla delegazione che Cipriano aveva inviato in Anatolia. Il metropolita di Cesarea aderì pienamente al modus operandi africano ed espresse duri giudizi contro papa Stefano.

## Avvenimenti successivi
In mancanza di documenti, non è possibile sapere se papa Stefano scomunicò realmente Cipriano e tutti coloro che sostenevano l'obbligo di ribattezzare gli eretici. Karl Josef von Hefele è certo che «la communion ecclésiastique ne fut pas rompue entre eux», mentre altri autori sostengono che le relazioni tra Roma e Cartagine erano di fatto interrotte.
Non è nemmeno possibile conoscere se i fatti del 255 e del 256 sul «battesimo degli eretici» ebbero ulteriori ripercussioni. Infatti la persecuzione contro il cristianesimo pose fine alla querelle. Nel 257 l'imperatore Valeriano pubblicò il suo primo editto di persecuzione contro la Chiesa e il 2 agosto di quell'anno papa Stefano subì il martirio. Simile sorte toccò a Cipriano: dapprima mandato in esilio, fu messo a morte il 14 settembre 258.

## Partecipanti al concilio del 1º settembre 256
Le Sententiae episcoporum riportano il parere di 85 vescovi. Natale di Oea ebbe mandato di esprimere il proprio parere anche a nome di due vescovi della sua provincia assenti a Cartagine, Pompeo di Sabrata e Dioga di Leptis Magna. In questo modo si raggiunge il numero di 87 vescovi, come indicato nell'incipit della lettera sinodale.
Il presente elenco è quello dei vescovi presenti al concilio del 1º settembre 256, secondo l'ordine riportato dalle Sententiae episcoporum e la numerazione dell'edizione critica di Willem Hartel.
1. Cecilio di Bilta
2. Primo di Migirpa
3. Policarpo di Adrumeto
4. Novato di Tamugadi
5. Nemasiano di Tubune
6. Ianuario di Lambesi
7. Lucio di Castra di Galba
8. Crescente di Cirta
9. Nicomede di Segerme
10. Monnolo di Girba
11. Secondino di Cedie
12. Felice di Bagai
13. Polliano di Milevi
14. Teogene di Ippona Regia
15. Dativo di Badie
16. Successo di Abbir Germaniciana
17. Fortunato di Tuccabora
18. Sedato di Tuburbo
19. Privaziano di Sufetula
20. Privato di Sufes
21. Ortensiano di Lares
22. Cassio di Macomades
23. Ianuario di Vico di Cesare
24. Secondino di Carpi
25. Vittorico di Tabraca
26. Felice di Utina
27. Quieto di Urusi
28. Casto di Sicca
29. Eucrazio di Tene
30. Liboso di Vaga
31. Leucio di Teveste
32. Eugenio di Ammaedara
33. Felice di Bamaccora
34. Ianuario di Muzuca
35. Adelfio a Thasualthe[30]
36. Demetrio di Leptimino
37. Vincenzo di Tibari
38. Marco di Mactaris
39. Sazio di Sicilibba
40. Vittore di Gor
41. Aurelio di Utica
42. Giambo di Germaniciana
43. Luciano di Rucuma
44. Pelagiano di Luperciana

1. Iader a Midili[31]
2. Felice di Marazane
3. Paolo di Obba
4. Pomponio di Dionisiana
5. Venanzio di Tinisa
6. Aimno di Ausuaga
7. Saturnino di Vittoriana
8. Saturnino di Tucca[32]
9. Marcello di Zama[33]
10. Ireneo di Ululi
11. Donato di Cibaliana
12. Zosimo di Tarasa[34]
13. Giuliano di Telepte
14. Fausto di Timida Regia
15. Geminio di Forno
16. Rogaziano di Nova
17. Terapio di Bulla Regia
18. Lucio di Membressa
19. Felice di Buslacena
20. Saturnino di Abitine
21. Quinto di Agbia
22. Giuliano di Marcelliana
23. Tenace di Orreacelia
24. Vittore di Assura
25. Donatulo di Capsa
26. Verulo di Rusicade
27. Pudenziano di Cuicul
28. Pietro di Ippona Zarito
29. Lucio di Ausafa
30. Felice di Gurza
31. Pusillo di Lamasba
32. Salviano di Gadiaufala
33. Onorato di Tucca[35]
34. Vittore di Ottava
35. Claro di Mascula
36. Secondiano di Tambee
37. Aurelio di Cillio
38. Litteo di Gemelle[36]
39. Natale di Oea
40. Pompeo di Sabrata
41. Dioga di Leptis Magna
42. Giunio di Neapoli
43. Cipriano di Cartagine